# Onodalinga
Onodalinga is een bestuurslaag in het regentschap Nias van de provincie Noord-Sumatra, Indonesië. Onodalinga telt 425 inwoners (volkstelling 2010).